# استقالة

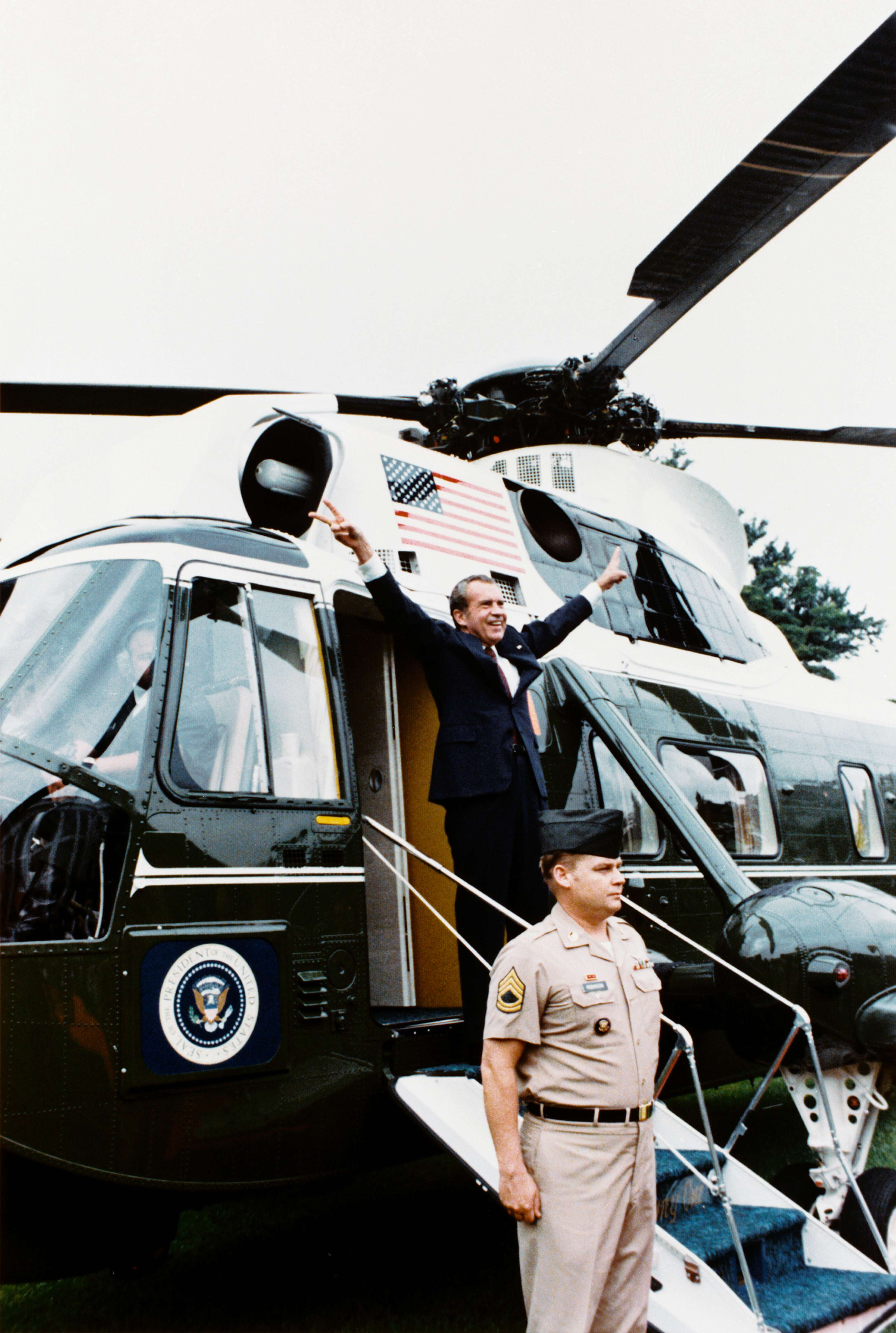
آخر تحية للرئيس نيكسون بعد استقالته.

الاستقالة هو الفعل الرسمي الذي يقوم به الشخص بالتخلي عن وظيفته أو منصبه. تكون الاستقالة إن قام شخص ما بترك منصب له أو عمل حصل عليه بالانتخاب أو بالتوظيف، بينما لا يعتبر ترك المنصب أو الوظيفة مع انتهاء الفترة المحددة استقالة منه. في حال الوظيفة، فعندما يختار موظف ما ترك عمله بنفسه فهو يعتبر استقالة، وذلك على عكس الفصل أو إنهاء العمل الذي يكون إما بانتهاء مدة العقد المحدد أو بقرار من الشركة بفصل الموظف.
على الرغم من أن الاستقالة هو قرار خاص بالفرد للتخلي عن المنصب، إلا أنه يتم في معظم الحالات بسب عوامل خارجية سواء منها ما يتعلق بالعمل أو بأسباب شخصية. فعلى سبيل المثال فإن استقالة الرئيس ريتشارد نيكسون من منصبه كرئيس للولايات المتحدة الأمريكية كانت كنتيجة لما يعرف باسم فضيحة ووترغيت عام 1974.